# Heroic fantasy
Uzasadnienie: Argumenty w 
Heroic fantasy – podtyp przygodowej literatury fantasy oraz gier fabularnych, opowiadający o przygodach herosów reprezentujących Dobro, w walce ze Złem.
Pierwszym autorem tworzącym tego typu utwory był Robert E. Howard.
Fantastyka heroiczna nie należy do najbardziej szanowanych gatunków, ze względu na prostą konstrukcję fabuły. Najczęstszym motywem heroic fantasy jest wędrówka bohatera (człowieka, czasem w towarzystwie innych ludzi, elfów czy krasnoludów) walczących z czarnoksiężnikami, smokami lub innymi kreaturami, aby uratować świat. Częstym zabiegiem stosowanych przez autorów jest rozdzielenie bohaterów na dobrych i złych, co pozwala odnaleźć czytelnikowi cechy głównego bohatera w sobie. Droga postaci zaczyna się w momencie, kiedy bohaterowie są całkiem niepozorni (baśniowy świniopas), prowadzi ona przez różne niebezpieczeństwa, zaś kończy na walce ze śmiertelnym antagonistą. Częstym elementem heroic fantasy są opisy bitew, główny bohater niekiedy wywodzi się ze znakomitego rodu, ale nie wie o tym.
Najbardziej znani autorzy gatunku to: David Gemmell, Robert E. Howard, Robert Salvatore, Margaret Weis, natomiast najbardziej znane gry RPG to: Dungeons & Dragons, Kryształy Czasu, a gry komputerowe: Baldur’s Gate, Neverwinter Nights., seria Gothic.
Elementy tego gatunku możemy odnaleźć w większej części literatury spod znaku magii i miecza, bądź nawet ambitnej literatury fantastycznej. Najlepszym przykładem jest Saga o wiedźminie, która mimo zawarcia dużej części heroic fantasy stała się powieścią typowo high/dark fantasy.